# International Campaign for Tibet

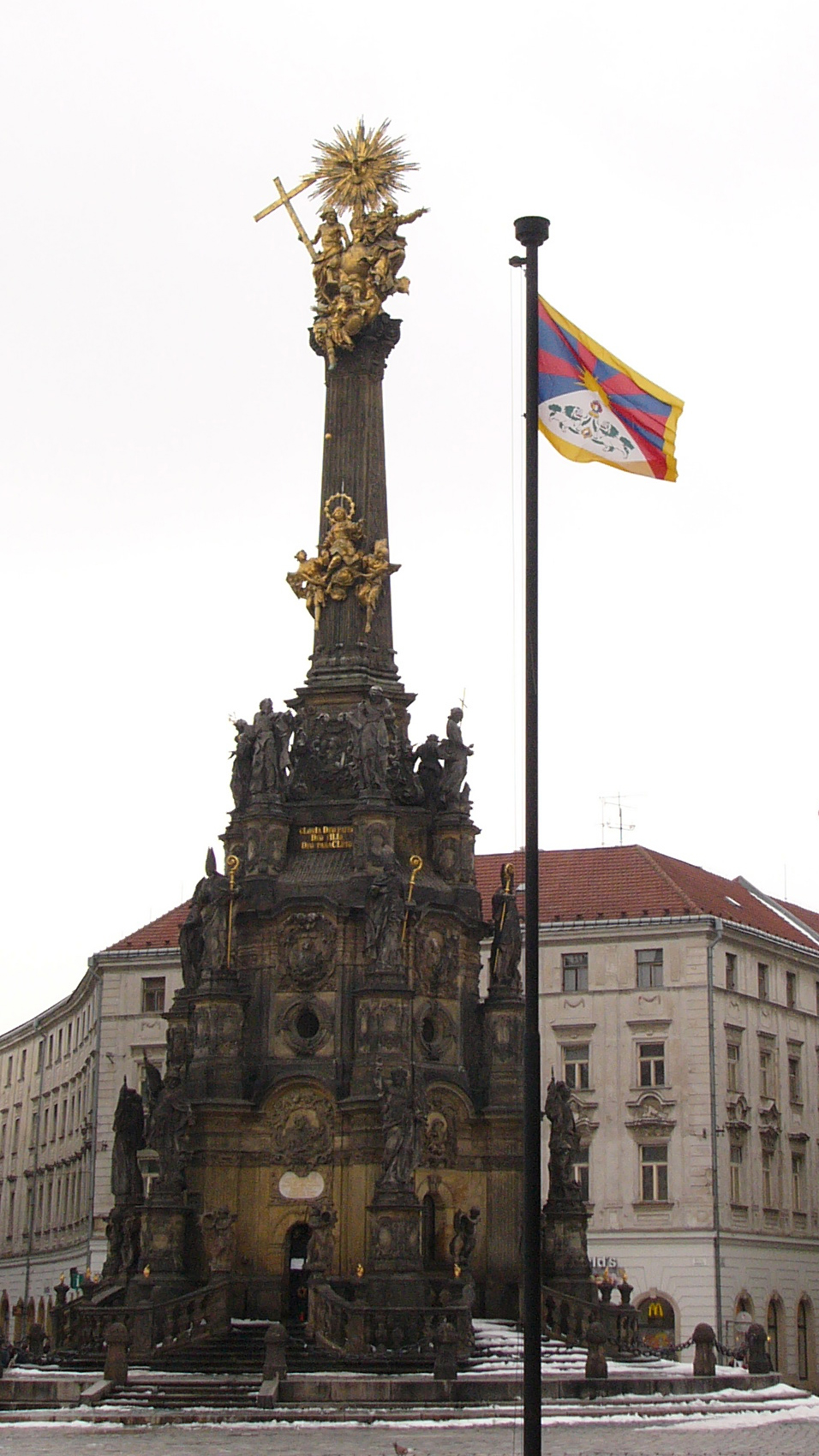
Actie van ICT in Zuil van de Heilige Drie-eenheid in Tsjechië, 2006

De International Campaign for Tibet (ICT) is een internationale niet-gouvernementele organisatie (ngo), met als belangrijkste aandachtsgebied de bevordering van democratie en de rechten van de mens voor het Tibetaanse volk, sinds Volksrepubliek China het land binnenviel en overnam.

## Organisatie
Het ICT werd in 1988 opgericht en heeft de hoofdvestiging in Washington D.C. De Europese hoofdvestiging staat in Amsterdam en werd in 1999 opgericht. Het heeft het CBF-keurmerk en is lid van het VFI. In 2006 werd de vestiging in Brussel geopend, met als doel de lobby bij de Europese Unie te versterken. Verder zijn er kantoren in Duitsland (Berlijn), India en Nepal.
International Campaign for Tibet is de grootste ngo die opkomt voor de mensenrechten in Tibet. In 2006 waren er meer dan 100.000 leden geregistreerd en de voorzitter (Chairman of the Board of Directors) is filmacteur Richard Gere (stand van maart 2009). In 2009 waren er in Nederland 51.000 donateurs en had de stichting zes vaste medewerkers en vier vrijwilligers in dienst. In 2007 besteedde de Nederlandse vestiging 1,3 miljoen euro aan haar doelstellingen.
ICT is aangesloten bij de International Tibet Support Network. Een andere organisatie in Nederland die zich richt op Tibet is de Tibet Support Groep, eveneens met hoofdkantoor in Amsterdam. Organisaties in Nederland die zich richten op het Tibetaans boeddhisme zijn het Maitreya Instituut in Amsterdam en Emst, het Naropa Instituut in Cadzand en het klooster Karma Deleg Chö Phel Ling in Hantum. De Brusselse vestiging werkt samen met het Bureau van Tibet, de officiële vertegenwoordiging van de dalai lama Tenzin Gyatso, en de ngo Vrienden van Tibet, beide in Brussel.

## Doelstellingen
De International Campaign for Tibet richt zich op het toezicht op en de rapportage over de rechten van de mens, het milieu en de sociaal-economische omstandigheden in Tibet. De organisatie komt op voor Tibetaanse religieus en politiek gevangenen. Het komt op voor de zelfbeschikking van Tibetanen door de steun aan de onderhandelingen tussen de Chinese regering en de delegatie van de dalai lama.
Het ICT werkt aan ontwikkelingssamenwerking en werkt samen met regeringen in de ontwikkeling van beleid en programma's om Tibetanen te helpen. Het zorgt voor opleiding en mobilisatie van mensen en de internationale samenleving, om actie te ondernemen ten bate van Tibetanen. Verder reikt het de hand aan individuele Chinezen en Chinese organisaties om het onderling begrip te vergroten tussen Chinezen en Tibetanen.
Publiekscampagnes die de stichting organiseerde waren onder meer de campagne in aanloop naar de Olympische Zomerspelen 2008 Race for Tibet en het festival Ticket for Tibet. In de doelstellingen daarna, wil de organisatie de steun van de Europese Unie bevorderen ten behoeve van de voortang in de Chinees-Tibetaanse dialoog. Verder wil het de mechanismen van de Europese Unie, de Verenigde Naties en nationale regeringen als platform gebruiken om de mensenrechten in Tibet te verbeteren en het bewustzijn van de bevolking over de situatie in Tibet te vergroten.

## Onderdrukking
Tibetanen dreigen door China op verschillende manieren hun traditie en cultuur te verliezen.

### Beroepsopleiding militaire stijl
Antropoloog Adrian Zenz onthulde in september 2020 dat dat jaar meer dan een half miljoen Tibetanen land en kuddes aan coöperaties moesten afstaan om via opleidingskampen laagbetaalde loonarbeiders te worden. Eerder onthulde Zenz het bestaan van dwangarbeidskampen voor Oeigoeren in Xinjiang. De TAR (Tibetaanse Autonome Regio) introduceerde in 2019 onder het mom van armoedebestrijding een programma om 'overtollige landarbeiders' een beroepsopleiding in 'militaire stijl' (Chinees: junlüshi) op te leggen om hun 'achterlijke denken' te hervormen, hun 'zwakke werkdiscipline' te versterken, de invloed van religie te verminderen en plattelanders in Chinese wetgeving en taal te trainen. Partijsecretaris Chen Quanguo was de hoogste baas in Tibet, voor hij naar Xinjiang vertrok waar hij een systeem van gedwongen training en arbeidsoverdracht initieerde. Tibetanen worden aangebracht voor gedwongen plaatsing in een opleidingskamp en gedwongen tewerkstelling. De selectie van plattelanders en nomaden in Tibet vindt plaats volgens een centraal gestuurd vraag- en aanbodsysteem, wat later in Xinjiang werd toegepast om Oeigoeren te selecteren, die naar interneringskampen werden gestuurd. Partijkaders moeten 'quota' halen en worden anders gestraft.

## Light of Truth Award
Jaarlijks reikt het ICT de Light of Truth Award uit, een onderscheiding voor personen en organisaties die een wezenlijke bijdrage hebben geleverd aan de openlijke verbetering van en de strijd voor de rechten van de mens en democratische rechten van het Tibetaanse volk. Eenmaal, in 2001, werd de prijs uitgereikt aan het volk van India; de prijs werd in ontvangst genomen door president Ramaswamy Venkataraman.

## Onderscheiding
Samen met Richard Gere ontving de ICT in 2005 de Geuzenpenning.